# Megyer
Megyer là một thị trấn thuộc hạt Veszprém, Hungary. Thị trấn này có diện tích 4,26 km², dân số năm 2010 là 29 người, mật độ 7 người/km².